# Nikki Stone
Nikki Stone, född den 4 februari 1971 i Princeton, New Jersey, är en amerikansk freestyleåkare.
Hon tog OS-guld i damernas hopp i samband med de olympiska freestyletävlingarna 1998 i Nagano.